# Ferdinand Boura
Ferdinand Boura (30. listopadu 1921, Úpice – 14. února 1957, Praha) byl československý komunistický právník specializující se na civilní právo procesní, který zastával funkci děkana Právnické fakulty Univerzity Karlovy. Zabýval se také filozofií.

## Život a dílo
Narodil se 30. listopadu 1921 v Úpici u Trutnova do rodiny zedníka. Roku 1940 absolvoval klasické gymnázium v Hradci Králové. Protože na podzim roku 1939 němečtí okupanti uzavřeli české vysoké školy, nemohl po maturitě dále studovat. Nastoupil proto jako úředník do okresní nemocenské pojišťovny v Hradci Králové. Po skončení druhé světové války a osvobození Československa se na jaře roku 1945 zapsal ke studiu na Právnické fakultě Univerzity Karlovy. V té době vstoupil do Komunistické strany Československa a Československého svazu mládeže. Úlevy pro předválečné maturitní ročníky mu umožnily úspěšně dokončit studium na právnické fakultě již roku 1947. V letech 1947-1950 studoval při zaměstnání na Filozofické fakultě Univerzity Karlovy.
Po dokončení právnické fakulty začal pracovat v právní komisi sekretariátu ÚV KSČ. Od října roku 1948 do konce roku 1949 pracoval jako zástupce přednosty kodifikační sekce ministerstva spravedlnosti a současně byl politickým tajemníkem této sekce. Z této funkce dohlížel za doby tzv. právnické dvouletky na ideologické vedení práce jednotlivých kodifikačních komisí a podílel se na přípravách občanského soudního řádu z roku 1950 a tzv. středního občanského zákoníku. V lednu roku 1950 se vrátil zpět do sekretariátu ÚV KSČ, kde začal pracovat jako referent pro soudnictví a byl členem pracovní komise, která měla na starosti propagandu týkající se procesu s Miladou Horákovou.
V květnu 1951 byl jmenován docentem občanského práva procesního a nastoupil na katedru občanského práva procesního Právnické fakulty Univerzity Karlovy. Jakkoli se jako agilní komunista dostával do konfliktů s některými členy pedagogického sboru (zejména pak s Václavem Vaněčkem), podle vzpomínek Viktora Knappa "na rozdíl od velké většiny jiných, kteří přišli zvenčí, osvědčil mimořádný vědecký i učitelský talent". Akademik Knapp ho popisoval jako člověka neobyčejně občansky rozvážného, slušného a spravedlivého, který byl jako děkan všeobecně vážen. Funkci děkana Právnické fakulty Univerzity Karlovy zastával od roku 1953 až do své smrti. Do funkce byl jmenován ve svých 31 letech, čímž se stal nejmladším děkanem v moderních dějinách pražské právnické fakulty. Roku 1954 byl jmenován profesorem. Byl také předsedou Československé společnosti pro mezinárodní styky a členem sekretariátu Mezinárodního sdružení demokratických právníků.
V době, kdy byl děkanem právnické fakulty, vyšly jeho stěžejní práce Dokazování podle občanského soudního řádu (1954) a Soudní rozhodnutí (1957). Jeho další četné a obšírné studie zejména z oblasti procesního práva byly uspořádány do sborníku Socialistická zákonnost v civilním řízení. Autorsky přispěl také do komentáře k Ústavě 9. května. Za svůj život uveřejnil přes 70 odborných prací. Až po jeho smrti vyšla jeho studie Diderotovy filosofické a sociálně politické názory, která je důkazem toho, že se věnoval i svému druhému oboru, filozofii.
Zemřel 14. února 1957 v Praze po delší nemoci, kterou trpěl již v době nástupu do funkce děkana právnické fakulty. Právnická fakulta po něm na jeho počest pojmenovala cenu, kterou v 60. letech udělovala jako projev uznání za vědeckou práci studentům a mladým pracovníkům v oborech státu a práva k podpoře jejich tvůrčího úsilí.